# クリストッフ・ルドルフ
クリストッフ・ルドルフ（Christoph Rudolff、1499年 - 1545年）は、初めてドイツ語の代数学の教科書を著した人物である。シレジア、Jawor生まれ。
1517年から1521年までウィーン大学でHenricus Grammateus（エアフルト出身でドイツ語名はSchreyber）の学生であった。Behend und hübsch Rechnung durch die kunstreichen regeln Algebre so gemeinicklich die Coss genent werden（代数学の技巧的な方法による整然として美しい計算方法は一般的には"coss"と呼ばれる）という題の計算に関する本を著している。
平方根を表すのに根号 (√) を導入した。直接的な証拠はないものの、小文字のr (根を意味する"radix"）に似ていることが由来とされている。数学史家のカジョリは、「『点が私たちが現在用いる根号の芽である』が、ルドルフより後の記号が点ではなくrであるのは『ありそうなことではある』」とだけ述べている。
また、x0 = 1という意義のある定義を用いた。
ウィーンで死去。